# Pseudoscada quadrifasciata
Pseudoscada quadrifasciata är en fjärilsart som beskrevs av Talbot 1929. Pseudoscada quadrifasciata ingår i släktet Pseudoscada och familjen praktfjärilar. Inga underarter finns listade.